# Lift (Web應用框架)
Lift是一個为Scala语言设计的自由的Web应用框架。它是由于David Pollak不满意Ruby on Rails的某些功能而创立。 Lift 是一个开源项目，在2007年2月26日创立，发布于Apache 2.0 许可证下。一个常被提到的使用Lift框架的商业网站范例是Foursquare。

## 历史
Lift 1.0稳定版发布于2009年2月26日（项目开始两年之后）。 Lift 2.0发布于2010年6月。Lift的原作者David Pollak在著名的FLOSS Weekly播客讨论了Lift 2.0发布。

## 外部連結
- 官方网站
- Lift project metrics （页面存档备份，存于） on Ohloh（英语：Ohloh）
- Asta4D: Lift inspired Java port （页面存档备份，存于）
- scala-liftweb教程
- Asta4D: 灵感来源于Lift的一个Java移植版 （页面存档备份，存于）